# Izaak (Gebre Sillassé)
Izaak (imię świeckie Yohannes Gebre Sillassé, ur. 12 grudnia 1975) – duchowny Etiopskiego Kościoła Ortodoksyjnego, od 2017 biskup Welayta. Sakrę biskupią otrzymał 16 lipca 2017.